# Micrurus tschudii
Micrurus tschudii är en ormart som beskrevs av Jan 1858. Micrurus tschudii ingår i släktet korallormar och familjen giftsnokar.
Arten förekommer i södra Ecuador och fram till regionen Ica i Peru. Den lever i områden som ligger 400 till 1500 meter över havet. Habitatet utgörs av tropiska lövfällande skogar och av buskskogar med taggiga växter. Individerna hittas ofta nära vattendrag och de besöker ibland odlingsmark. I Peru hittades några exemplar i hus vid städernas utkant. Honor lägger ägg. Micrurus tschudii har som alla korallormar ett giftigt bett.
Skogarnas omvandling till jordbruks- och betesmarker är ett hot mot beståndet (främst i Ecuador). I Peru är Micrurus tschudii fortfarande vanligt förekommande. IUCN listar arten som livskraftig (LC).

## Underarter
Arten delas in i följande underarter:
- M. t. olssoni
- M. t. tschudii